# Білгород-Київський
Бі́лгород — літописне місто на правому березі річки Ірпінь (притока Дніпра). Нині село Білогородка Бучанського району Київської області.

## Історичні відомості
Місто Білгород було другим (як і Вишгород) значним передмістям столиці Київської Русі. За свідченнями письмових джерел, збудоване 991 року.
Місто складалося з двох укріплених частин: дитинця та окольного граду загальною площею близько 100 га. Відігравало значну роль в обороні Києва — було його західним форпостом. Часто тут сидів надійний союзник великого київського князя (як правило, його син). Імовірно, що в місті розміщувався і князівський двір. Утрата київським князем цієї фортеці, по суті, означала втрату ним і Києва.
Ірпінь — одна з тих річок, яка найчастіше зустрічається в літописах завдяки важливим історичним подіям. Бо розташована вона за 20 км від Києва і в давні часи слугувала природною фортецею, що захищала підступи до князівської столиці від кочовиків. Великий князь київський Володимир Святославич, утвердившись 980 року на київському столі, здійснив цілий ряд важливих адміністративних, судових та військових реформ, завдяки яким Київ перетворився на одне з найбільших міст Стародавньої Європи. Що більше місто розвивалося й багатіло, то воно дедалі частіше привертало увагу загарбників. Тому одним із важливих заходів, що їх здійснив князь-реформатор, було зміцнення обороноздатності Київської Русі. Саме на Ірпені під Києвом він «заложи град Білгород…» у 991 році. Проте перша літописна згадка про Білгород припадає на 980 рік, коли князь сів на київський стіл і ще до прийняття християнства мав у цьому селі заміський палац.
Через почастішання нападів кочовиків та руських князів, які бажали заволодіти Києвом, князь Володимир вирішив збудувати навколо столиці систему укріплених фортець, у яку входили Білгород, Васильків, Вишгород, Китаїв та інші міста. Як зазначає Ігор Шаров, Білгород швидко було заселено, навколо нього виник могутній земляний подвійний вал, рів, стіна з частоколом. Довколишні місця, мальовнича річка Ірпінь із галявинами, що чергувалися з дрімучими лісами, байраками, де водилося безліч дичини, припали до вподоби князеві, і він вирішив влаштувати в Білгороді замок із резиденцією. Є свідчення, що навколо свого палацу князь наказав грецьким садівникам закласти чудовий парк і сад, у якому був виноградник. У XV ст. в Білгороді бував саксонський барон Штраленберґ, який писав, що в Білгороді вирощують виноград, і вино там краще, ніж у Саксонії.
Білгород був тим містом, де, згідно з літописом, уперше в Русі відбулося віче (997 рік). У 12 столітті Білгород виступає як центр князівства, яке постійно перебувало під контролем Києва. 1117 року Володимир Мономах посадив тут свого сина Мстислава Великого, а 1149 року Юрій Долгорукий — сина Бориса.
Після прийняття християнства Володимиром Білгород став одним із значних центрів Русі. У ньому постали храми, в одному з яких була єпископська кафедра, у Білгороді князь навіть призначив тисяцького. 992 року в Білгороді був осідок єпископа грека Микити. Згодом єпископську кафедру обіймали єпископи Стефан, Лука, виходець із лаврських ченців, Микита, Федор, Діонісій, Іоанн, Іриней, Максим, Адріан. 997 року Білгород витримав велике випробування під час навали на Київ печенігів. У Білгороді виявлено рештки цегляних будівель князівських часів, оздоблених різнобарвною майолікою місцевого виробництва. Знахідки свідчать про важливість міста, через яке проходив головний шлях із Києва на Галичину, Волинь та Поділля, а звідти у Володимирське та Галицьке князівства та Європу. Тому всі київські князі приділяли Білгороду велику увагу й намагалися тримати там вірного посадника.
Володимир Мономах віддав це місто старшому синові Мстиславу, який згодом, після смерті батька, сів на київський стіл. У 1149 році Ростово-Суздальський князь Юрій Долгорукий посадив у Білгороді свого сина Бориса. Вважалося, що якщо втрачено було Білгород, то невдовзі вороги візьмуть і Київ, настільки велике значення мало місто для безпеки держави. Літописи розповідають, що коли Юрій Долгорукий дізнався про взяття Білгорода військом Ізяслава Мстиславича, то без бою віддав Київ. У свою чергу, коли Юрій Долгорукий вимагав, щоб білгородці відчинили йому браму, ті відповіли: «А Киев ти ся отворил?» Тобто, як станеш київським князем, ми тобі підкоримося. У 1158 році в Білгороді княжив правнук Мономахів Мстислав Ізяславич.

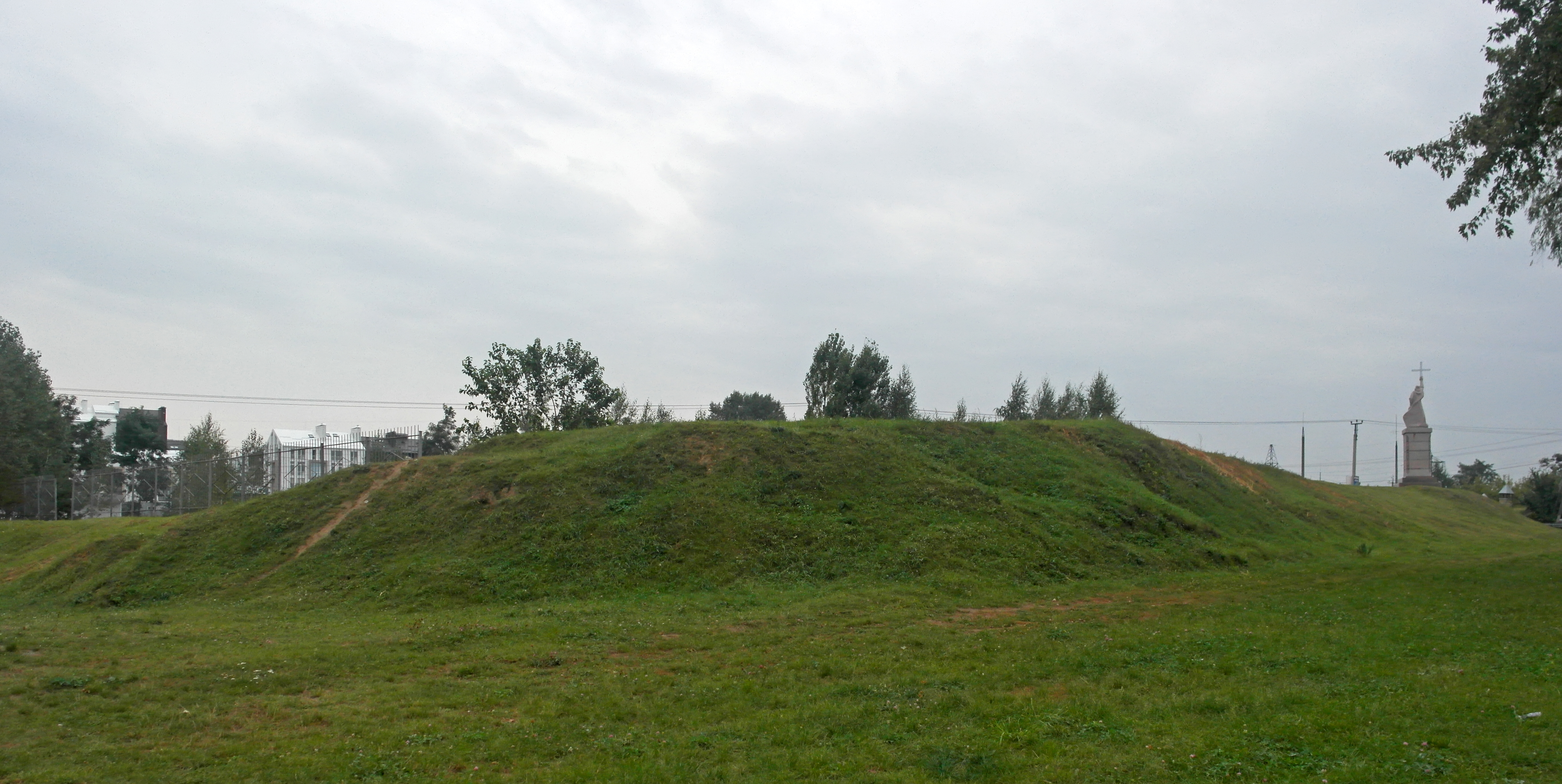
Вали Білгорода

Наприкінці XII століття тут утверджується Рюрик Ростиславич — спочатку супротивник, а потім співправитель великого князя київського Святослава Всеволодовича (1181—1194).
Білгород зруйновано 1240 року монгольською навалою. Після цього місто довго було незаселеним і поволі почало відновлюватися за часів Великого князівства Литовського.
Наявні сьогодні вали дають уявлення про поселення до часів Гедиміновичів, а фортеця фіксується у джерелах від XIV століття як західний оборонний форпост Києва, через який пролягав Білгородський гостинець. У 1474 році цим шляхом подорожував венеційський посол Амброджо Контаріні, який між Житомиром (Aitomir) і Києвом (Chio або Magraman) відвідує Білгород:
|  | Тридцятого дня [квітня] прибули до Білгорода (Beligraoch), білого замку, де було становисько його величності Короля, й там ночлігували ми у великій невигоді. Оригінальний текст (італ.) [] Помилка: {{Lang}}: немає тексту (допомога)Adi .XXX. [aprile] uenimo in Beligraoch Caſtello biancho doue era la ſtátia de la maieſta del Re:& li allozaſſemo cum gran ſeneſtro. Оригінальний текст (італ.) [] Помилка: {{Lang}}: немає тексту (допомога)A di 30 [aprile] venimmo in Beligraoch, castello bianco, ove era la stantia della maestà del Re, et li alloggiammo con gran disagio. |

Королем за тих часів був Казимир IV Ягеллончик, а після Білгорода Контаріні дістався Києва, де був прийнятий першим литовським воєводою міста Мартином Гаштовтом, наставленим там волею монарха.
За часів гетьмана Війська Запорозького Богдана Хмельницького білгородські маєтності належали Софійському монастиреві. Нині - це село Білогородка Бучанського району Київської області.

## Характеристика міста
Оборонні вали Білгорода становили складну фортифікаційну споруду, важливими елементами якої були кладка із цегли-сирцю та дерево-земляні конструкції. Для аристократичної частини міста характерними були великі за розмірами житлові будівлі.
Білгород був центром єпископії. Про високий рівень культової архітектури свідчать залишки двох храмів — тринефної церкви святих Апостолів з трьома апсидами (стіни були розписані фресками та золотом по тиньку, а підлога викладена різнокольоровими полив'яними плитками) та невеликого одноапсидного храму, біля якого знайдено білокам'яний саркофаг.

## Київський укріплений район
При будівництві укріплень частина ДОТів розмістили на валах. Два ДОТи (№ 382 і № 385) розміщені на валах окольного міста. Один ДОТ № 376 розміщений на валах посаду. Чотири ДОТи ((№ 378, № 379, № 380, № 381) розміщені на валах дитинця. Кулеметні гнізда типу «Барбет» № 378, № 380, № 381 є пам'ятками історії та техніки місцевого значення.

## Галерея

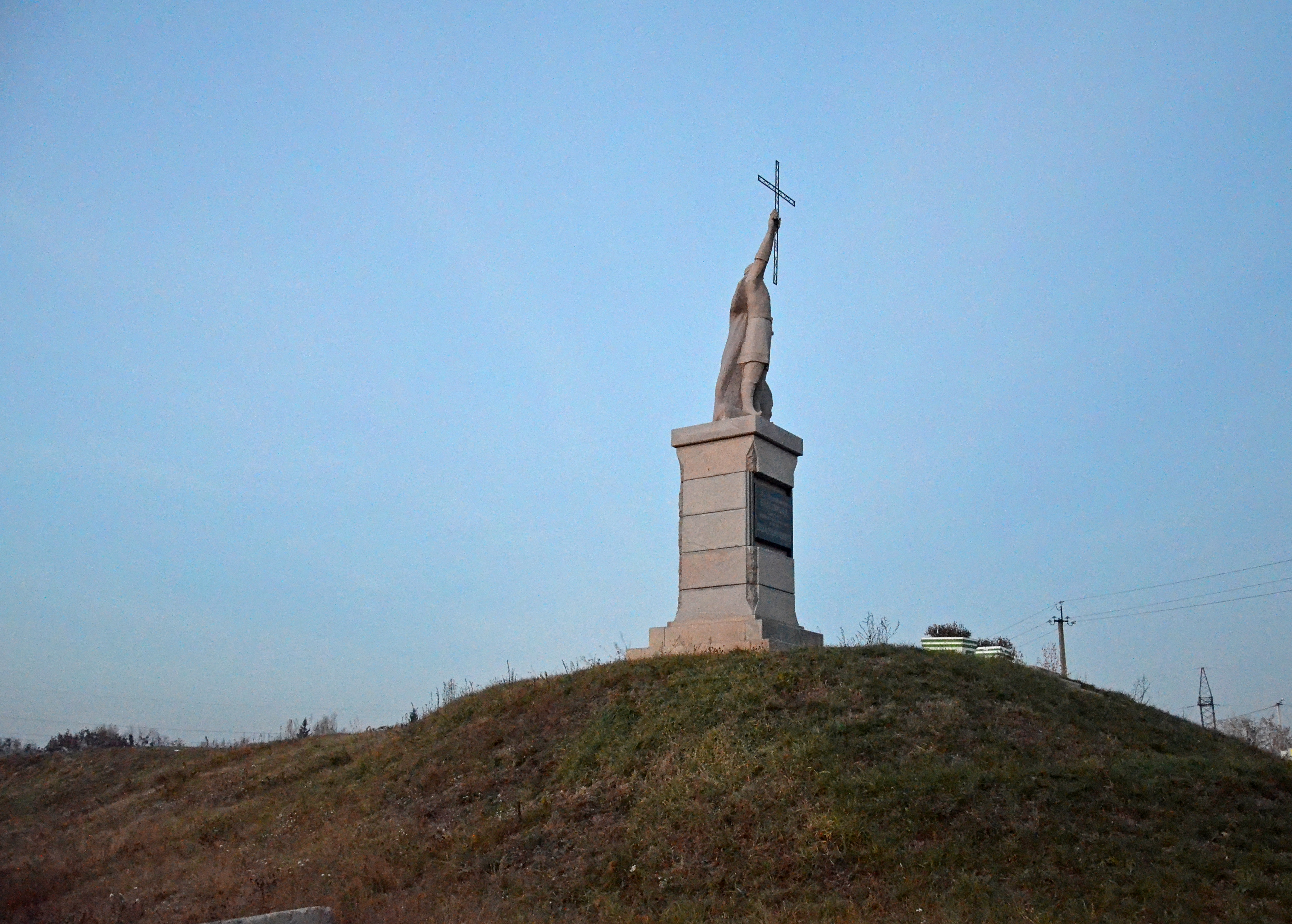
Вали літописного Білгорода
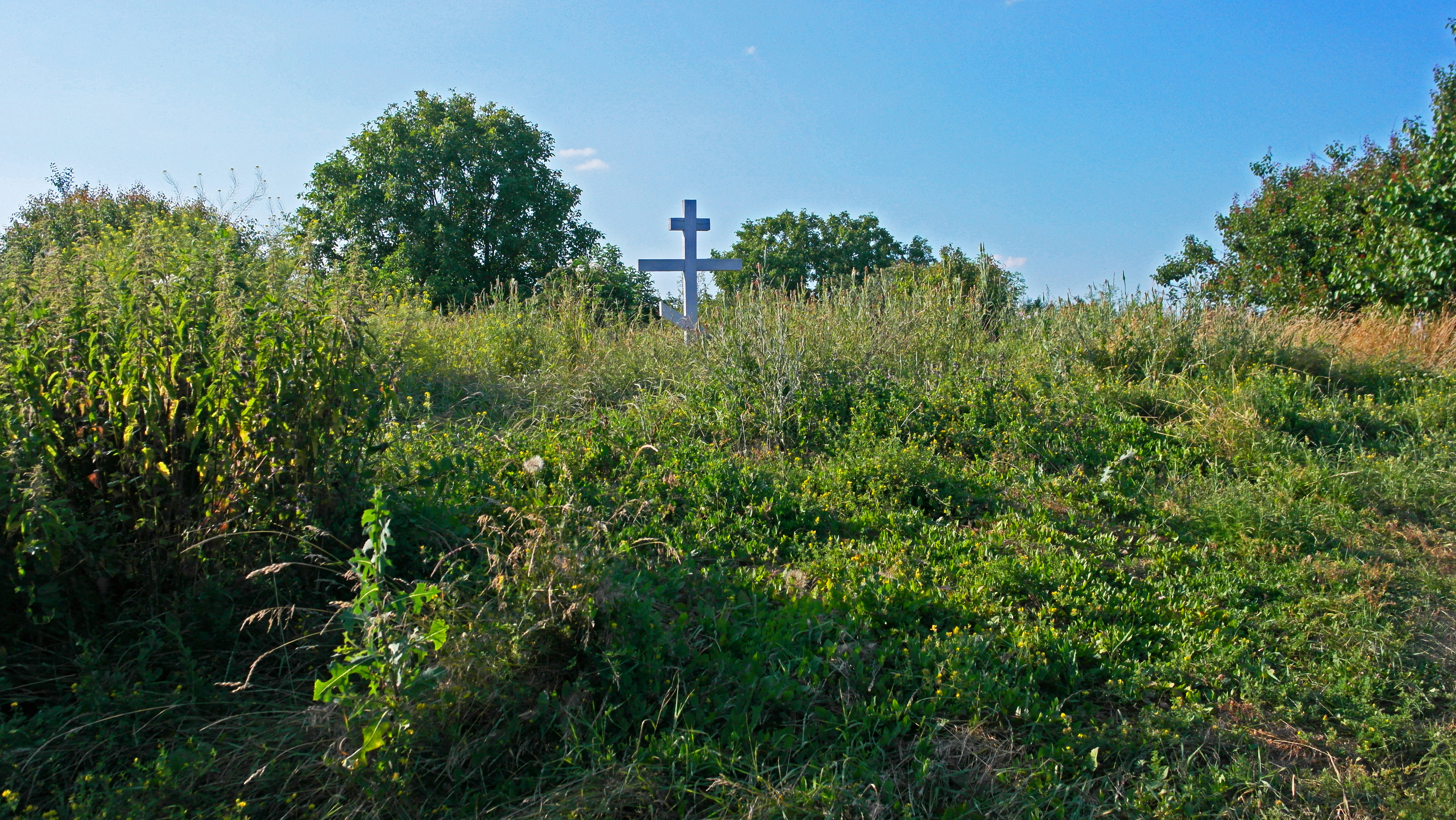
Місце, де стояв храм 12 апостолів
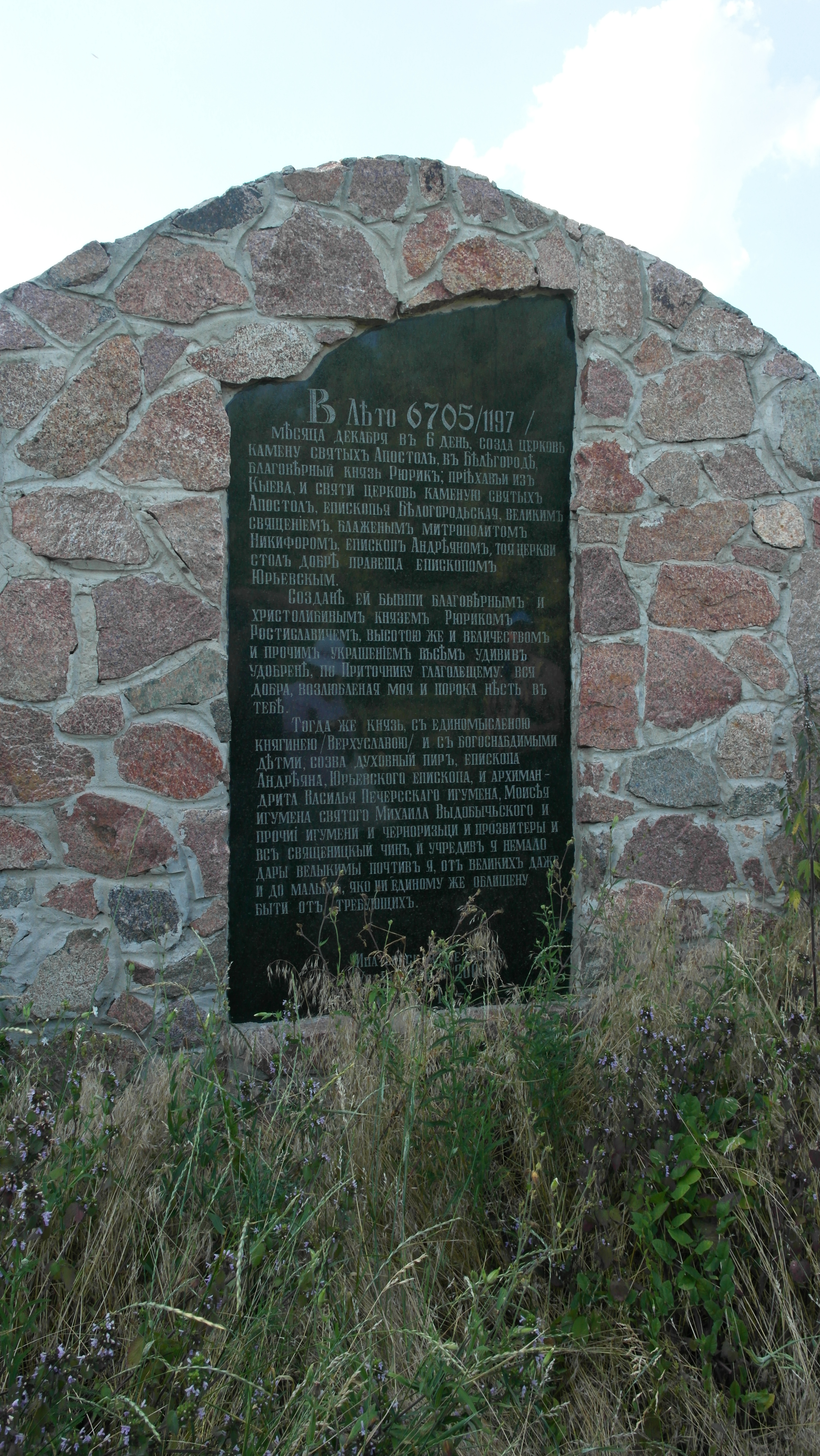
Пам'ятний напис на камені
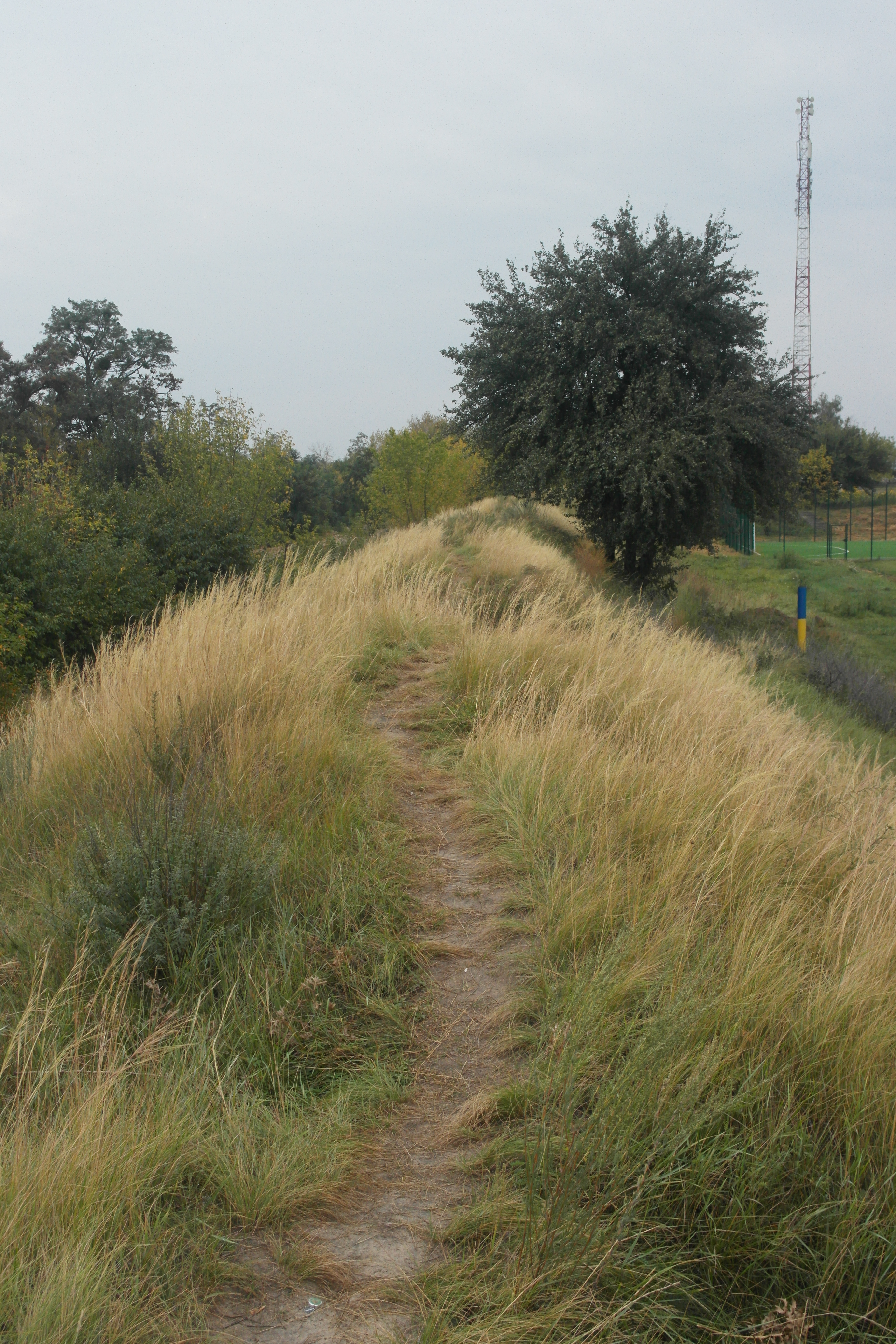
Вали Білгорода
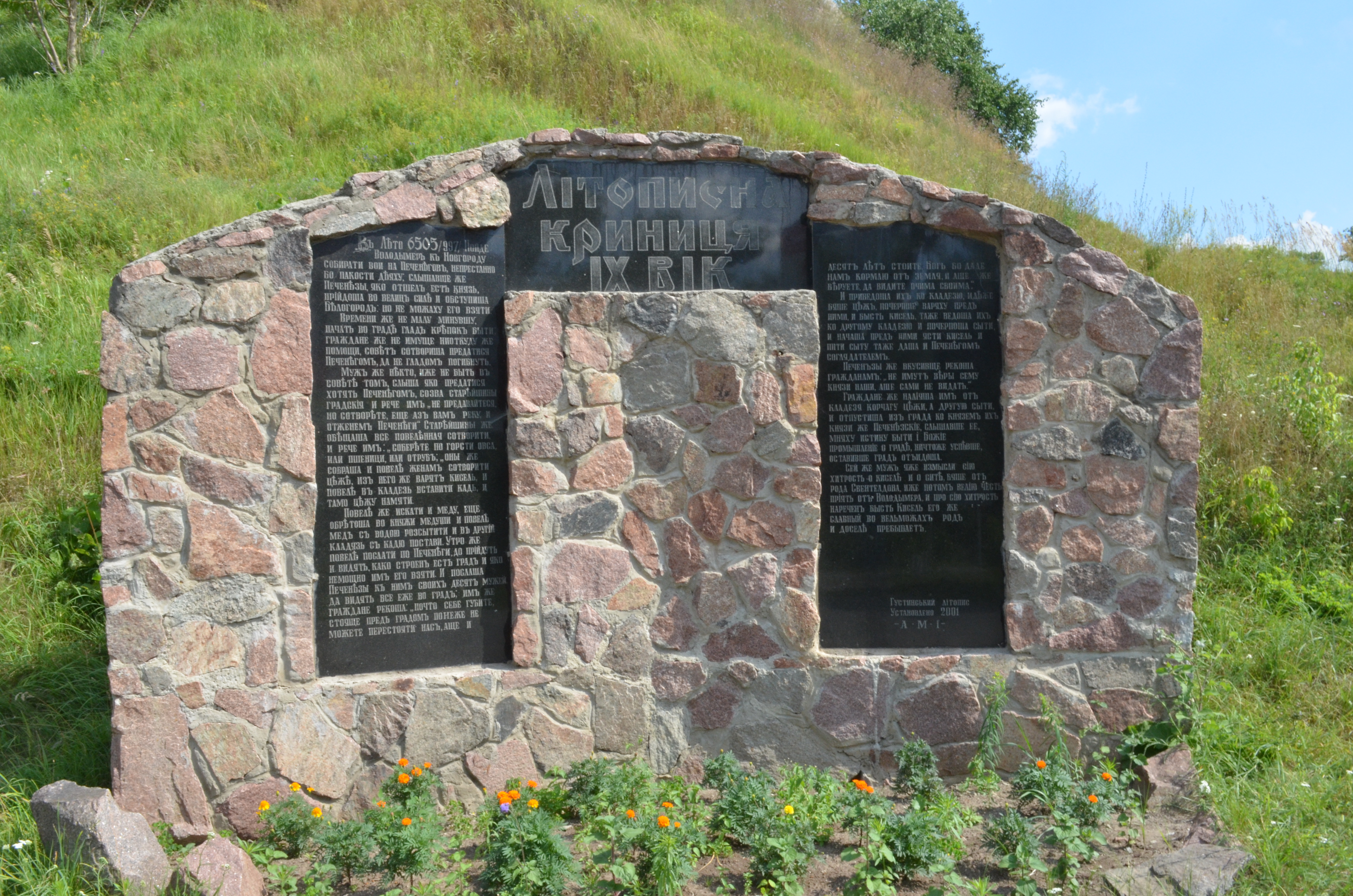
Стела з історичною довідкою про заснування Білгорода великим князем київським Володимиром Святославичем у 991 році.
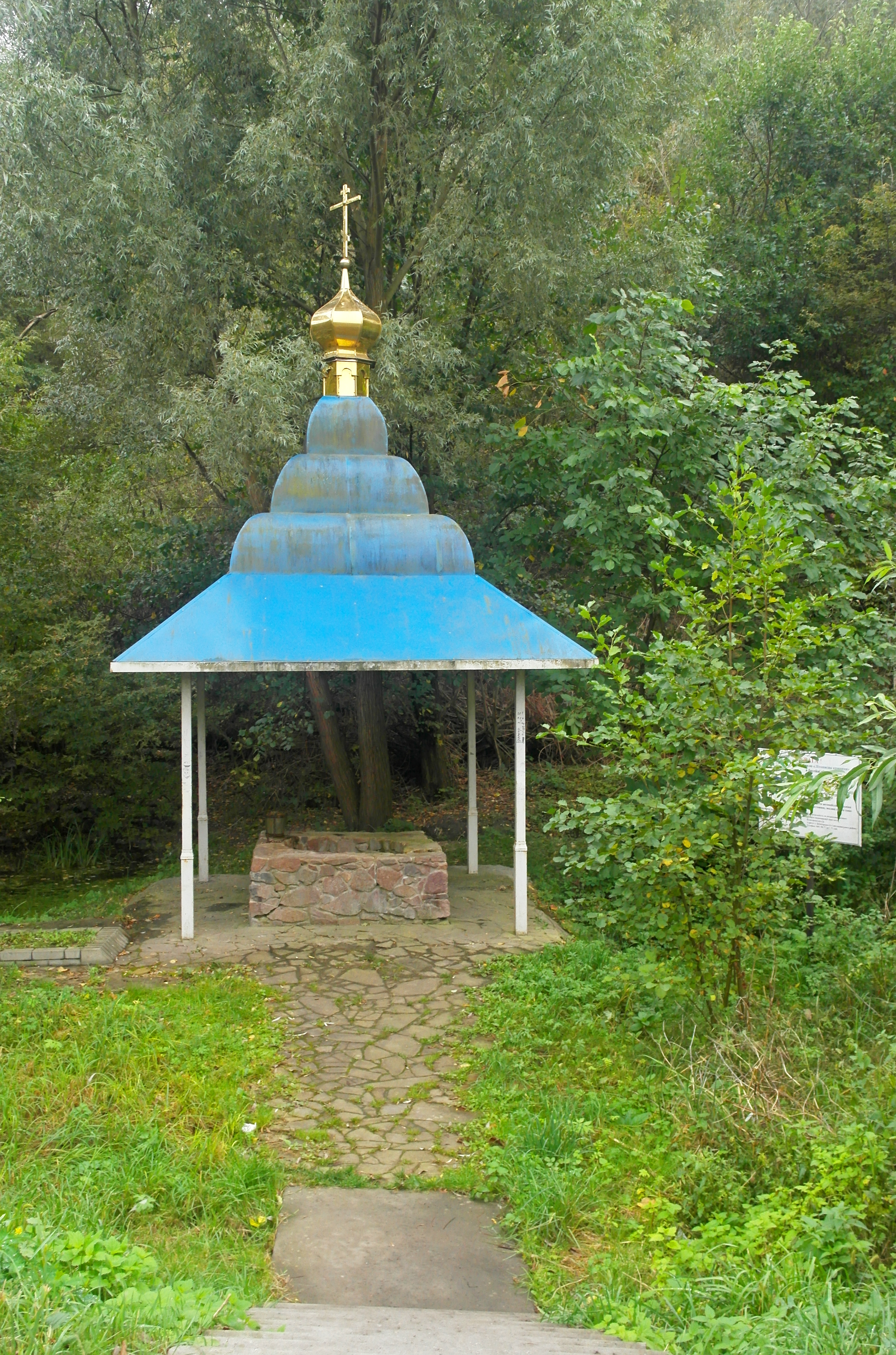
Літописний колодязь
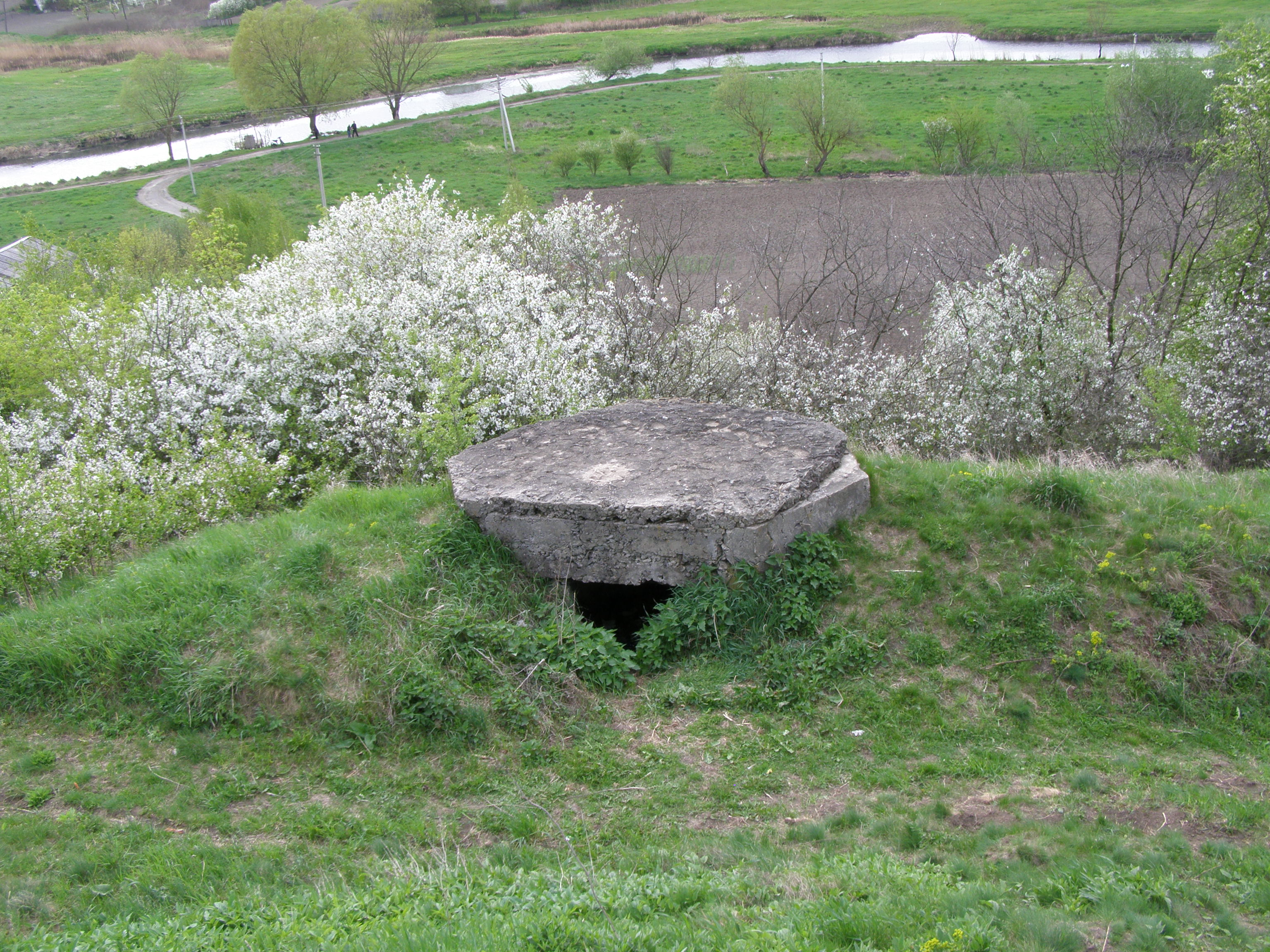
Кулеметне гніздо типу «Барбет»  №380 на валу дитинця. Пам'ятка історії та техніки місцевого значення.